# LR91-11
LR91-11 – silnik rakietowy amerykańskiej firmy Aerojet. Montaż stały, z wylotem turbiny używanym do kontroli obrotu członu. Cykl pracy: generator gazu. Utleniacz zużywany w tempie 97 kg/s, paliwo w tempie 54,7 kg/s. Współczynnik ekspansji, 49,2:1. Metody chłodzenia: regeneracyjna i kołnierzem ablacyjnym. Wyprodukowany w liczbie około 267 egzemplarzy.

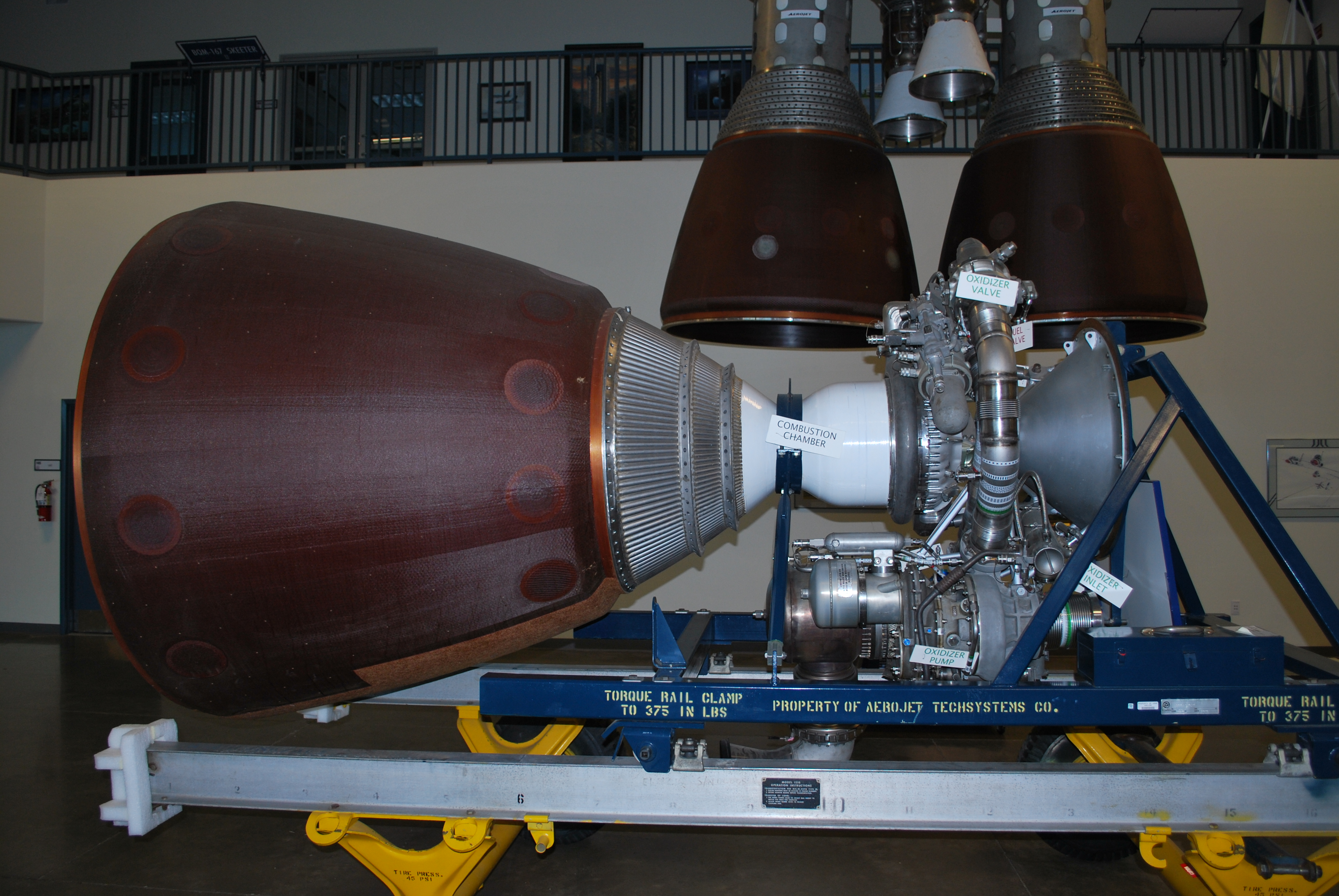
Silnik LR91-11